# Antaidži
Antaidži (japonsky 安泰寺) je buddhistický klášter zenové sekty Sótó nacházející se ve městě Shin'onsen v okrese Mikata na severu prefektury Hjógó v Japonsku.

## Historie
Klášter založil v roce 1923 Oka Sótan jako klášter učenců, kteří se věnují studiu Šóbógenzó. Tehdy stál klášterní chrám na severu Kjóta a studovalo v něm mnoho slavných učenců. Po druhé světové válce zůstal Antaidži opuštěný až do roku 1949, kdy se Sawaki Kódó a Učijama Kóšó, mistr a žák společně kráčející po Buddhově cestě, nastěhovali do Antaidži a učinili z něj místo zasvěcené praxi zazenu.
Na sklonku šedesátých let 20. století začal být tento malý klášter díky praxi, která spočívala v zazenu a ritualizovaném žebrání, známým nejen v Japonsku, ale i v zahraničí a sjíždělo se do něj mnoho lidí. Množství návštěvníků a růst řady nových budov v okolí kláštera způsobily, že bylo kvůli ruchu obtížné pokračovat v meditační praxi. Proto následující opat Watanabe Kóhó rozhodl přemístit Antaidži na jiné místo na severu prefektury Hjógó.
Od roku 1976 sídlí klášter Antaidži poblíž národního parku na pobřeží Japonského moře a vlastní kolem padesáti hektarů horské půdy na nepřístupné náhorní plošině, obklopené hustými borovými lesy. V zimních měsících je místo většinou nepřístupné kvůli hustému sněžení. Klášter je soběstačný díky pěstování rýže a zeleniny.
Minulý opat Mijaura Šinjú byl zastáncem klidného a soběstačného života v souladu s duchem zazenu a až do své náhlé smrti ve sněhové lavině v únoru 2002 usiloval o naplňování ideálu soběstačnosti svou každodenní aktivitou. Dalším opatem Antaidži je jeho žák, německý mnich Muhó Nölke, jenž se snaží vytvořit v klášteře novou pulzující sanghu.